# Lamont Dozier
Lamont Herbert Dozier (16. června 1941 Detroit, Michigan – 8. srpna 2022) byl americký skladatel a hudební producent.

## Kariéra
Dozier je známý především jako člen Holland–Dozier–Holland, skladatelského a producentského týmu, který vytvořil většinu tzv. Motown soundu a mnoho hitů pro umělce jako Martha and the Vandellas, The Supremes, Four Tops nebo The Isley Brothers. Spolu s Brianem Hollandem v tomto týmu sloužil jako hudební aranžér a producent, zatímco Eddie Holland se soustředil především na texty a vokální tvorbu. V roce 1990 byli uvedeni do Rock and Roll Hall of Fame.

## Diskografie
- Out Here on My Own (1973); ABC 804
- Black Bach (1974); ABC 839
- Love & Beauty (1974); Invictus 33134
- Right There (1976); WB 2929
- Peddlin' Music on the Side (1977); WB 3039
- Bittersweet (1979); WB 3282
- Working on You (1981); Columbia 37129
- Lamont (1981); M&M 104
- Bigger Than Life (1983); UK Demon FIEND12
- Inside Seduction (1991); Atlantic 82228
- Reflections of Lamont Dozier (2004); Jam Right/Zebra 54633